# Morran & Tobias – Som en skänk från ovan
Morran & Tobias – Som en skänk från ovan är en svensk komedi från 2016, regisserad av Mats Lindberg. Det är en uppföljare till humorserien Morran och Tobias med Johan Rheborg och Robert Gustafsson i rollerna som Morran respektive Tobias. Filmen hade biopremiär den 26 oktober 2016.
Hösten 2018 sändes långfilmen som TV-serie i nio delar, även den med titeln Morran & Tobias – Som en skänk från ovan.

## Handling
Monica "Morran" och hennes vuxna son Tobias "Tobbe" råkar bränna ned sitt hus med en luftballongsbrännare. De flyttar med sitt rökskadade bohag till en annan bostad som kommunen erbjudit dem. Tobias har idéer om hur det nya huset kan förbättras. Något känns bekant med det nya huset och på grund av flera slumpartade händelser tvingas de båda göra upp med det förflutna.

## Rollista
- Johan Rheborg – Morran
- Robert Gustafsson – Tobias / prästen / bröllopsgäst
- Rufus Holmgren – Tobias som barn
- Micke Andersson – Åke
- Robert Aschberg – man vid grill
- Petra Gassner – kvinna vid grill
- Mattias Carlsson – Morrans dejt
- Ted Dahlquist – kranförare
- Rolf Andersson – granne
- Katarina Germundsson – granne
- Loke Hellberg – grannbarn
- Sigrid Johnson – halloweenbarn
- Nina Skaro – socialtanten

## Produktion

### Idé och bakgrund
Natten till den 20 februari 2016 brann huset i TV-serien ned till grunden. Det enda som återstod efter branden var murstocken vilket gav inspiration till filmen.

## Omdömen
Filmen fick allt från bottenbetyg till bra betyg av svenska filmrecensenter. Expressen, Upsala Nya Tidning, Konstpretton och Kulturnyheterna gav den betyget 3 av 5, medan Dagens Nyheter gav den 0 av 5 och Svenska Dagbladet 1 av 6.